# Duluth (NFL)
Pour les articles homonymes, voir Duluth.
Les Kelleys de Duluth (en anglais : Duluth Kelleys) étaient une franchise de la NFL (National Football League) basée à Duluth dans le Minnesota. 
Cette franchise NFL aujourd'hui disparue fut fondée en 1922 sous le nom des « Kelleys de Duluth». Les Kelleys de Dayton sont rebaptisés les « Eskimos de Duluth » en 1926 puis cessent leurs activités à la fin de la saison 1927.